# Sion-les-Mines
Sion-les-Mines là một xã thuộc tỉnh Loire-Atlantique, trong vùng Pays de la Loire ở phía tây nước Pháp. Xã này nằm ở khu vực có độ cao từ 17-88 mét trên mực nước biển. Theo điều tra dân số năm 2006 của INSEE, xã có dân số 1511 người.
Sông Chère chảy theo hướng tây qua thị trấn.